# ティーンズTV
『ティーンズTV』は、NHK教育テレビジョンで2000年4月10日から2009年3月30日まで放送されていた中学校・高等学校向けの教育番組。

## 番組一覧
| 年度 | 放送時間    | 月                     | 火                   | 水                         | 木                                | 金                                         |
| ---- | ----------- | ---------------------- | -------------------- | -------------------------- | --------------------------------- | ------------------------------------------ |
| 2000 | 14:00-14:20 | 世の中なんでも経済学   | インターネット情報局 | サイエンスワンダーワールド | ワールドドキュメント              | FOR YOU〜今 君のために〜 ※名古屋放送局制作 |
| 2001 | 14:00-14:20 | 世の中なんでも経済学   | インターネット情報局 | デジタル進化論             | ワールドドキュメント              | FOR YOU〜今 君のために〜 ※名古屋放送局制作 |
| 2002 | 14:00-14:20 | 世の中なんでも経済学   | GO!GO!ボランティア   | デジタル進化論             | 科学タイムトンネル                | FOR YOU〜今 君のために〜 ※名古屋放送局制作 |
| 2003 | 15:30-15:50 | 世の中なんでも現代社会 | NHK映像科学館        | わたしの生きる道           | デジタル進化論                    | GO!GO!ボランティア                         |
| 2004 | 11:30-11:50 | 世の中なんでも現代社会 | NHK映像科学館        | 科学タイムトンネル         | GO!GO!ボランティア                | -                                          |
| 2005 | 11:30-11:50 | NHK映像科学館          | ワールドドキュメント | メディアを学ぼう           | デジタル進化論 科学タイムトンネル | -                                          |
| 2006 | 11:30-11:50 | ワールドドキュメント   | 10min.ボックス       | メディアを学ぼう           | 地球データマップ                  | NHK映像科学館                              |
| 2007 | 11:30-11:50 | 10min.ボックス         | 10min.ボックス       | 10min.ボックス             | 地球データマップ                  | 10min.ボックス                             |

## 番組内容
世の中なんでも経済学
2000年度は猫の経済学者「ネコノミスト」（声:難波圭一）が双子の姉・サオリ(奈良沙緒理)と妹・エリ(野村恵里)の二人に試練を与えた。
2001年度は新人探偵のSHINとAKIRA（オジンオズボーン）と上司の「キャップ」（声:西村頼子）が出演。
インターネット情報局
2000年4月11日から2002年3月12日まで放送。進行役は山口五和。
スタジオの子供（大滝貴也、多賀名将也、渋谷桃子、稲坂亜里沙、斉藤祥太、斉藤慶太）が1年を通してパソコンやインターネットの基礎を学ぶというもの。
サイエンスワンダーワールド
2000年4月12日から2001年3月7日まで放送。
進行役は桑原りさ、ナレーションは新田三士郎。
ワールドドキュメント
NHKスペシャルの世紀を越えてから再編集をした。
キャスターは南山吉弘、田中浩史。
語りは小山茉美。
FOR YOU〜今 君のために〜
語りは釜篤。
GO!GO!ボランティア
司会は五十嵐恵、解説は早瀬昇。
テーマ曲はCo.☆bunny4「ロマンチック」
デジタル進化論
マザー(声:増山江威子)によって、コンピュータワールドの世界に招待された久作(嶋田久作)が案内役のノブコ(佐久間信子)とコンピュータを学ぶ。
テーマ曲はサディスティック・ミカ・バンド「タイムマシンにおねがい」
科学タイムトンネル
ナビゲーターは林知花。
ヨナゲン 世の中なんでも現代社会
天秤(ライブラ)の塔の審議の場でノワール<黒>のエージェント エリ(田川惠理)とルージュ<赤>のエージェント サヤ(和希沙也) が、地上の人間界で仮の姿でレポートを紹介しながら議論する。
NHK映像科学館
NHKスペシャルを再編集した。
わたしの生きる道
ナビゲーターはTETSUYA(ドリアン助川)
テーマ曲は寿「いのちのうた 2」
メディアを学ぼう
司会は葛西聖司。
地球データマップ
ナビゲーターはKIKI。
テーマ曲はリベラ「I Am the Day」